# Llengües ryukyuenques

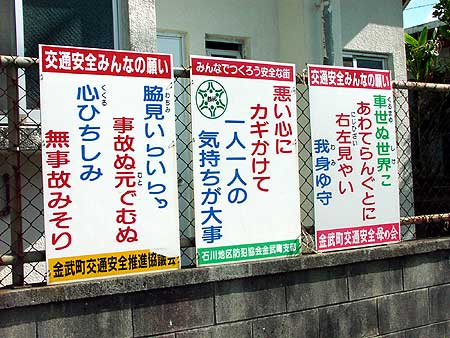
Senyals de trànsit a Kin (Okinawa), escrits en okinawenc i japonès

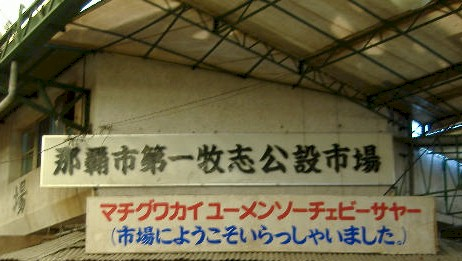
Senyal d'un mercat de Naha, escrit en okinawenc (vermell) i japonès (blau).

Les llengües ryukyuenques (琉球語) es parlen a les illes Ryukyu, al sud del Japó. Pertanyen a la família de llengües japòniques, i compten actualment amb un milió de parlants, molts d'ells d'edat avançada; les persones menors de 20 anys que parlen aquestes llengües són poc comunes. Només la llengua d'Okinawa ha pogut prosperar amb la modernització de l'illa d'Okinawa. Les altres llengües han quedat recloses en àrees rurals, i per la pressió del procés homogeneïtzador, estan amenaçades.

## Classificació
Segons els experts la família lingüística ryukyuenca es pot dividir en sis idiomes.
| Grup          | Llengua                          | Distribució geogràfica                                                            | Dialecte estàndard                 | Població |
| ------------- | -------------------------------- | --------------------------------------------------------------------------------- | ---------------------------------- | -------- |
| Septentrional | Amami (奄美語, shimamuyuta)      | Illes Amami                                                                       | Naze                               | 130.000  |
| Septentrional | Okinawenc (沖縄語, uchinaaguchi) | Centre i sud de l'illa d'Okinawa i illes dels voltants                            | tradicionalment Shuri, modern Naha | 900.000  |
| Septentrional | Kunigami (yanbarukutuba)         | Districte de Kunigami (Yanbaru) al nord de l'illa d'Okinawa i illes dels voltants | Nakijin                            | ???      |
| Meridional    | Miyako (宮古語, myaakufutsu)     | Illes Miyako                                                                      | Hirara                             | 55.783   |
| Meridional    | Yaeyama (八重山語, yaimamunii)   | Illes Yaeyama                                                                     | Ishigaki                           | 44.650   |
| Meridional    | Yonaguni (与那国語, dunanmunui)  | Illa Yonaguni al districte de Yaeyama                                             | Yonaguni                           | 1.800    |

Les parles ryukyu són gairebé inintel·ligibles entre elles, ja que hi ha una gran divergència entre elles. Per exemple, el yaeyama només té tres vocals, mentre que l'amami en té 14, incloses les vocals llargues. Un exemple de les seves diferències es pot veure aquí:
| Llengua   | Gràcies            | Benvingut   |
| --------- | ------------------ | ----------- |
| Japonès   | Arigatō            | Yōkoso      |
| Amami     | Arigatesama ryoota | Imoorii     |
| Okinawenc | Nifeedeebiru       | Mensooree   |
| Kunigami  | Mihediro           | Ugamiyabura |
| Miyako    | Tandigaatandi      | Nmyaachi    |
| Yaeyama   | Miifaiyuu          | Ooritoori   |
| Yonaguni  | Fugarasa           | Wari        |

## Comparació lèxica
Ací podem veure una comparació lèxica entre el japonès de Tòquio i l'okinawenc estàndard de Shuri:
| GLOSA           | PROTO- JAPÒNIC | japonès | okinawenc |
| --------------- | -------------- | ------- | --------- |
| 'roca'          | *isi           | iši     | iši       |
| 'espatlla'      | *kata          | kata    | kata      |
| 'aigua calenta' | *yu            | yu      | yu        |
| 'herba'         | *kusa          | kusa    | kusa      |
| 'dia'           | *piru          | hiru    | firu      |
| 'obrir'         | *akete         | akete   | akiti     |
| 'vi'            | *sake          | sake    | saki      |
| 'os'            | *pone          | hone    | funi      |
| 'cabell'        | *kē            | ke      | kī        |
| 'pluja'         | *ame           | ame     | ami       |
| 'respirar'      | *iki           | iki     | ʔīči      |
| 'boira'         | *kiri          | kiri    | čiri      |
| 'estel'         | *posi          | hoši    | fuši      |
| 'cadena'        | *ō             | o       | ū         |
| 'cor'           | *kokoro        | kokoro  | kukuru    |

Hom pot observar que el dialecte de Shiri només té tres fonemes vocàlics /i, a, u/ perquè les vocals originals /*e, *o/ > /i, u/. També té algunes palatalitzacions secundàries: /ki/ > /či/.

## Història moderna
El lèxic de la llengua d'Okinawa només té un 71% de similitud amb el japonès de Tòquio. Fins i tot el dialecte meridional japonès (dialecte de Kagoshima) només té un 72% de lèxic semblant a l'amami. El dialecte de Kagoshima, en canvi, té un 80% del lèxic similar al japonès estàndard.
Des del començament de la Segona Guerra Mundial la major part dels japonesos de les grans illes s'han considerat les llengües de Ryukyu com un grup de dialectes del japonès. Durant la Segona Guerra Mundial, en un esforç per crear consciència en les persones com a subjectes de l'imperi japonès, no només les parles de Ryukyu, sinó també el coreà i el palauà eren considerats com a "dialectes" del japonès. Aquest va ser un ús polític del terme dialecte, ja que només les llengües de Ryukyu, que estan genèticament emparentades amb el japonès, i tampoc no són considerades dialectes.
Després que el regne de Ryukyu va perdre la seva independència, els idiomes, degradats a la condició de "dialectes", van ser severament reprimits en l'educació escolar. Això era diferent de les altres parts de l'imperi, com a Corea o Taiwan, on les llengües locals se seguien ensenyant fins que més tard es va aplicar la política d'assimilació cultural. A Okinawa, quan un estudiant parlava en llengua Ryukyu, que va haver de fer servir una targeta dialectal (方言札), un collaret amb una targeta que indicava que havia parlat en dialecte (per tant és un mal estudiant). Aquest càstig va ser inspirat en la repressió lingüística francesa del segle xix (vergonha) iniciada per Jules Ferry, mercè la qual les llengües regionals com l'occità, català o bretó van ser suprimides a favor del francès, així com en el Welsh Not usat contra el gal·lès. El mateix sistema es va utilitzar també en altres parts del Japó, com ara la regió de Tōhoku. El sistema va durar fins a la dècada de 1960 durant l'administració dels EUA.
Avui dia el govern de la prefectura d'Okinawa ha apostat per la multiculturalitat i la preservació de les llengües Ryukyu. No obstant això, la situació no és gaire optimista, ja que la gran majoria dels nens d'Okinawa són monolingües japonesos.

## Sistemes d'escriptura

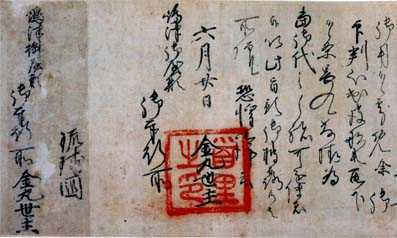
Carta del rei Shō En a l'oyakata Shimazu (1471); un exemple d'escriptura ryukyuenca.

Els textos més antics en ryukyuenc sovint es troben en inscripcions en pedra com la Tamaudun-no-Hinomon (玉陵の碑文: "Inscripció de la tomba de Tamaudun") (1501). Al Regne de Ryukyu els textos oficials eren escrits en kanji i hiragana, derivats del Japó. No obstant això, aquest era un gran contrast amb el Japó d'aquell moment, on als texts clàssics s'emprava l'escriptura xinesa clàssica i el hiragana es reservava per a texts informals. A les illes Ryukyu l'escriptura xinesa clàssica s'usava de vegades, llegida en kundoku (Ryukyuenc) o en xinès. Tanmateix, el katakana gairebé no s'utilitzava.
Els plebeus no aprenien kanji. Omorosōshi (1531–1623), un conegut recull de cançons de Ryukyu, era escrit principalment en hiragana. Endemés de l'hiragana també s'usen els numerals Suzhou (suuchuuma すうちゅうま en okinawenc), derivats de la Xina. Per altra banda, a l'ukka de Yonaguni s'usa un sistema d'escriptura diferent conegut com a logograma Kaidā (カイダー字 or カイダーディー). Tots aquests sistemes numerals esdevingueren obsolets sota la influència japonesa.
Avui dia les llengües ryukyenques no s'usen gaire en escriptura, puix que són percebudes com a "dialectes", i quan ho són, es fa amb escriptura japonesa de manera ad hoc. No hi ha ortografia estandarditzada per a les llengües modernes, els sons no es distingeixen en l'alfabet japonès i no escriu l'oclusiva glotal sorda.
A vegades es donen al kanji kun'yomi locals com agari (あがり "est") per a 東, iri (いり "oest") per a 西, i 西表 és l'illa Iriomote.